# Callispa pseudapicalis
Callispa pseudapicalis es un coleóptero de la familia Chrysomelidae.
Fue descrita científicamente por primera vez en 1985 por Yu.